# Holstebro BK
Holstebro Boldklub ist ein dänischer Fußballverein aus der im Nordwesten der Region Midtjylland gelegenen Stadt Holstebro. 

## Geschichte
Der Holstebro BK gründete sich am 21. März 1921. Lange Zeit spielten die Fußballer nur unterklassig, trugen sich jedoch als regelmäßiger Teilnehmer am dänischen Landespokal in die überregionalen Statistikbücher ein. Dabei kam die Mannschaft jedoch selten über die dritte Runde hinaus. Im Pokalwettbewerb 1993/94 erreichte sie das Achtelfinale, in dem sie vom Silkeborg IF – später dänischer Meister – mit einer 1:8-Niederlage deklassiert wurde. Dennoch war die Spielzeit erfolgreich, am Saisonende stand er Aufstieg in die zweitklassige 1. Division. Nach zwei Jahren folgte der Wiederabstieg, für die Spielzeit 1998/99 gelang noch einmal die Rückkehr. In der Folge rutschte der Klub in der Ligapyramide ab und wurde 2021 Opfer einer Ligareform, als er bei der Straffung der drittklassigen 2. Division von zwei auf eine Staffel als Tabellenschlusslicht der Fünftklassigkeit zugeordnet wurde.